# Lijst van burgemeesters van Kruiningen
Dit is een lijst van burgemeesters van de voormalige Nederlandse gemeente Kruiningen tot die gemeente in 1970 opging in de gemeente Reimerswaal.
| Ambtsperiode | Naam burgemeester               | Partij of stroming | Bijzonderheden |
| ------------ | ------------------------------- | ------------------ | --- |
| 18?? - 1841  | Louis (L.) Westdorp             |                    | |
| 1842 - 1872  | Willem Johannes Janssen         |                    | tevens burgemeester van Schore (1853-1872)                                                                                             |
| 1872 - 1887  | Dignus Pieter Dominicus         |                    | tevens burgemeester van Krabbendijke (1853-1887)                                                                                       |
| 1887 - 1905  | C. der Weduwen                  |                    | |
| 1905 - 1916  | Jacobus Henricus Onco Dominicus |                    | zoon van Dignus Pieter Dominicus |
| 1916 - 1932  | Jacob Nelewart Elenbaas         |                    | eerder burgemeester van Krabbendijke                                                                                                   |
| 1932 - 1945  | Bouwdeijn Cornelis de Mul       |                    | |
| 1946 - 1953  | Marijn (M.) Vogelaar            | CHU                | |
| 1954 - 1970  | Adrianus (A.) Schipper          | PvdA               | eerder burgemeester van Kattendijke, van 1966 tot 1968 tevens waarnemend burgemeester van Kattendijke, later burgemeester van Oostburg |